# 平林 (長野市)
平林（ひらばやし）は、長野県長野市の市街地東部郊外にある町名。現行行政地名は平林一・二丁目。住居表示実施済み区域である。郵便番号は381-0036。
全域が長野市役所古牧支所の管内である。

## 概要
地区の中央部を国道406号（平林街道）が東西に横断し、一丁目と二丁目との境をなしている。地区東部には都市計画道路高田若槻線が南北に縦走する。一丁目南部には柳原一号幹線排水路（北八幡川）が流れ、広大な遊水池がある。周囲は以下の大字・町丁と接する。
周辺地区同様に、古くは農村であったが長野市街地までバス・車で10分程度という立地により戦後急速に宅地化が進んだ。地区南東部の北八幡川沿いには近年まで農耕地が残っていたが、区画整理が行われ現在では住宅地となっている。高田若槻線の開通後は特に、平林交差点を中心にロードサイド店舗も進出している。
地区の南西で北八幡川に中沢川などの用水が数本が注ぎ、さらに六ヶ郷用水が分かれており、この付近に2.4haにも及ぶ雨水調整池が広がっている。この合分流点は勾配が緩いため土砂の堆積が甚だしく、浚った土砂が積み重なって付近に小高い丘を3つ成すほどであり、「三重山」などといわれていた。現在でも付近の三重（さんじゅう）公園にその名が残っている。
地区内の人口及び世帯数は以下の通り（令和5年3月1日現在）。
|            | 世帯数  | 人口    |
| ---------- | ------- | ------- |
| 平林一丁目 | 604世帯 | 1,309人 |
| 平林二丁目 | 352世帯 | 714人   |
| 大字平林   | 39世帯  | 101人   |
|            |         |         |
| 計         | 995世帯 | 2,124人 |

### 沿革
平林の範囲は、概ね1889年（明治22年）以前の水内郡平林村の範囲に相当する。
旧平林村〜古牧村の歴史
- 江戸時代 - 前身の水内郡平林村は松代藩領であった
- 1879年（明治12年）1月4日 - 郡区町村編制法施行。平林村は上水内郡に属する
- 1889年（明治22年）4月1日 - 市町村制施行。上水内郡平林村、同郡高田村・西和田村・東和田村・西尾張部村・南長池村と合併、三輪村荒屋区を編入。古牧村となる
- 1921年（大正10年） - 県道長野須坂線（現 国道406号平林街道）が開通。地区中央部を横断する
- 1923年（大正12年）7月1日 - 上水内郡古牧村、同郡吉田町・芹田村・三輪村とともに長野市に編入。旧平林村域は、大字平林となる

長野市平林の歴史
- 1982年（昭和57年）9月13日 - 平林街道が国道406号の一部となる
- 2000年度（平成12年度） - 古牧中部土地区画整理事業が始まる。現在の平林一丁目東部から西和田一丁目南西部にかけての8.5ha
- 2006年（平成18年）10月30日 - 住居表示実施。大字平林の大部分と大字西和田の一部が、平林一・二丁目となる
- 2008年（平成20年）5月12日 - 都市計画道路高田若槻線が一部開通（L=671m）。地区南部を縦断する

## 交通

### 路線バス
平林街道上を走る、長電バスの以下の路線系統が利用できる。
- 長電バス
  - 51 長野駅 - 市民病院 - 柳原

## 施設

### 平林一丁目
- 蔦友印刷 本社・工場
- 長野第一自動車学校
- 創価学会 長野平和会館
- ダイワハウス 長野支店
- 焼肉のバーンズ 長野平林店
- キヤノンシステムアンドサポート 関東支社長野営業所

### 平林二丁目
- ミサワホーム信越 東北信支店
- 安達神社
- 西松屋 長野平林店
- 酒のスーパータカぎ 平林店
- 中部電力 東長野変電所
- 宝樹院 - 創建は1522年（大永2年）といわれる。山門前の腹籠観音堂は安産の観音として知られている[3]。

### 大字平林
- 三重公園